# Golfe TV Africa
Golfe TV Africa est une chaîne de télévision privée d'information béninoise. La chaîne émet depuis le quartier Sikècodji ans le 7eme arrondissement de Cotonou dans le département littoral. Elle présente ses programmes en français, en anglais, en fongbé, en dendi, en kotokoli, en yoruba, en mina,,,.

## Histoire de la télévision
La chaîne est née en juillet 2003 et est la résultante de l'élargissement des activités du groupe de presse privé La Gazette du Golfe qui à vu le jour en septembre 1987 et de la station de radio Golfe FM, créée en 1997. Le groupe de presse et l'imprimerie appartiennent au promoteur Ismaël Soumanou. Si le siège de la chaîne est à Cotonou, le groupe dispose d’antennes régionales dans les villes de Porto-Novo, de Parakou, de Lokossa  et d'Abomey. C'est au siège social que tous les reportages des antennes régionales sont envoyés. Là, trois grandes éditions du journal parlé sont présentées,.

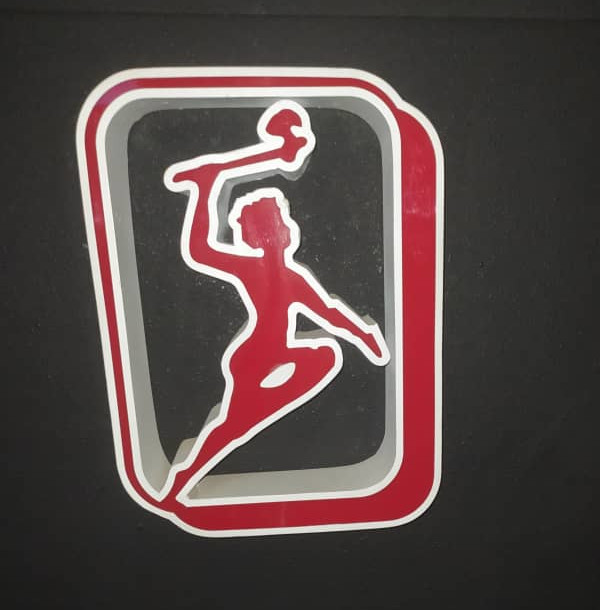
Logo du groupe de presse la gazette du golfe à Cotonou

## Programmes de la chaîne
Les programmes de Golfe TV Africa concernent essentiellement l’actualité du Bénin avec une attention portée aux actualités du monde entier. Ainsi, sur la chaîne il y a des programmes tels que :
- JT Français
- First Edition
- Ma Part de Vérité
- Tour de Contrôle
- The World From Africa
- Le Monde vu d’Afrique
- 7 Jours au Bénin en Afrique et dans le Monde
- Morning Live
- 19h30 Week-end
- Les Unes de la Presse
- Focal Point[7].

## Diffusion
Golfe TV Africa est devenue depuis le 1er Octobre 2015 la première chaîne à diffuser en clair et en HD sur EUTELSAT 16A, 16.0°E en Afrique subsaharienne. Sa fréquence est de 10804 H. On retrouve également la chaîne sur Canal+ Afrique sur le canal 273 et sur SFR et RED au canal 838,.